# 三宅島近海群発地震
三宅島近海群発地震（みやけじまきんかいぐんぱつじしん）とは、2013年4月17日10時15分頃 (JST) から4月18日にかけて東京都三宅島の西方約10kmの地点で発生した群発地震である。最大規模の地震は4月17日17時57分頃に発生したMj6.2、Mw5.7。

## 概要
2013年4月17日10時15分頃、三宅島近海の北緯34.1度、東経139.3度の深さ16kmでMj4.4、最大震度3の地震が発生した。その後、震央の近傍で地震が連続して発生し、同日17時57分頃にはMj6.2の規模の地震が発生、三宅村役場臨時庁舎で最大震度5強を記録した。この地震に対し、地震検知から43.1秒後の17時58分15.2秒に緊急地震速報を三宅島、神津島、新島に発表した。また、伊豆諸島と静岡県にの沿岸に津波予報（若干の海面変動）を発表し、三宅島で6cmから7cmの津波が観測された。
気象庁は最大震度5強の地震を受けて、地震の影響で地盤が脆弱になっている可能性を考慮し、当分の間、三宅村の大雨警報・注意報および土砂災害警戒情報を通常基準の8割に引き下げると発表した。
| 震度 | 都道府県 | 観測点名                                             |
| ---- | -------- | ---------------------------------------------------- |
| 5強  | 東京都   | 三宅村役場臨時庁舎                                   |
| 5弱  | 東京都   | 三宅村神着                                           |
| 4    | 東京都   | 神津島村金長・神津島村役場・新島村大原・御蔵島村西川 |

有感地震は4月17日から4月18日までに49回観測された。その後も何度か震度1を観測する地震があり、有感地震は4月30日までに53回観測された。有感地震は17日にほぼ集中したが、無感地震は活発な状態が続いた。
| 日時 (JST) | 日時 (JST) | 規模 (Mj) | 最大 震度 | 6時間ごと の回数 |
| ---------- | ---------- | --------- | --------- | ---------------- |
| 17日       | 10:15      | 4.4       | 3         | 13回             |
| 17日       | 10:16      | 3.3       | 2         | 13回             |
| 17日       | 11:13      | 4.6       | 3         | 13回             |
| 17日       | 11:16      | 4.6       | 3         | 13回             |
| 17日       | 11:54      | 2.9       | 1         | 13回             |
| 17日       | 12:01      | 3.0       | 1         | 13回             |
| 17日       | 12:12      | 3.8       | 2         | 13回             |
| 17日       | 12:22      | 4.6       | 3         | 13回             |
| 17日       | 12:23      | 4.0       | 3         | 13回             |
| 17日       | 12:29      | 3.2       | 1         | 13回             |
| 17日       | 12:36      | 2.7       | 1         | 13回             |
| 17日       | 14:29      | 2.9       | 2         | 13回             |
| 17日       | 14:32      | 3.4       | 2         | 13回             |
| 17日       | 16:52      | 2.7       | 1         | 27回             |
| 17日       | 17:55      | 4.5       | 2         | 27回             |
| 17日       | 17:57      | 6.2       | 5強       | 27回             |
| 17日       | 17:59      | 4.3       | 3         | 27回             |
| 17日       | 18:00      | 3.6       | 1         | 27回             |
| 17日       | 18:01      | 3.9       | 2         | 27回             |
| 17日       | 18:05      | 3.2       | 1         | 27回             |
| 17日       | 18:06      | 3.4       | 2         | 27回             |
| 17日       | 18:06      | 3.5       | 3         | 27回             |
| 17日       | 18:08      | 2.7       | 1         | 27回             |
| 17日       | 18:13      | 3.6       | 2         | 27回             |
| 17日       | 18:14      | 3.1       | 1         | 27回             |
| 17日       | 18:15      | 2.9       | 1         | 27回             |
| 17日       | 18:24      | 2.2       | 1         | 27回             |
| 17日       | 18:36      | 3.2       | 1         | 27回             |
| 17日       | 18:56      | 2.5       | 1         | 27回             |
| 17日       | 19:00      | 2.7       | 1         | 27回             |
| 17日       | 19:25      | 3.0       | 1         | 27回             |
| 17日       | 19:47      | 3.3       | 1         | 27回             |
| 17日       | 19:55      | 3.0       | 1         | 27回             |
| 17日       | 20:13      | 2.6       | 1         | 27回             |
| 17日       | 20:27      | 2.7       | 1         | 27回             |
| 17日       | 20:33      | 3.2       | 2         | 27回             |
| 17日       | 21:10      | 3.1       | 1         | 27回             |
| 17日       | 21:20      | 2.7       | 1         | 27回             |
| 17日       | 22:10      | 2.3       | 1         | 27回             |
| 17日       | 22:12      | 3.5       | 2         | 27回             |
| 17日       | 22:21      | 2.1       | 1         | 5回              |
| 17日       | 23:16      | 2.5       | 1         | 5回              |
| 17日       | 23:17      | 3.8       | 2         | 5回              |
| 17日       | 23:47      | 2.9       | 1         | 5回              |
| 18日       | 00:22      | 3.0       | 1         | 5回              |
| 18日       | 05:46      | 2.6       | 1         | 1回              |

## 被害
最大震度5強の地震で三宅村において複数箇所の土砂崩れが発生し、
三宅村伊ケ谷地区の都道ではがけの土砂が1立方メートルほど崩れたほか、伊ケ谷地区や阿古地区の都道脇の崖の土砂が崩れた。また、三宅島で40代の男性1人が住宅の割れたガラスで手を切り、軽いけが、また、三宅島の阿古地区の特別養護老人ホームで、地震の揺れで転倒し、90代の男性が腰を打ち、80代の女性が頭を打つけがをした。

## 噴火との関連
2013年4月17日における気象庁の発表では、この群発地震の発生後に、他の噴火の前兆現象として知られる地殻変動や噴煙活動は確認されていない。これに関連して、気象庁の地震津波監視課長・長谷川洋平は2013年4月7日19時からの記者会見で、火山活動との関連について「今回の地震の前後で三宅島の火山の監視データに変化はなく、今のところ火山活動と地震活動は関連がないものとみている」と話している。なお震央は、2000年のMj6クラスの地震と比べればより島側に近い地点にある。
また、火山噴火予知連絡会副会長の京都大学名誉教授の石原和弘は「平成12年に噴火した際、地震活動が活発になった範囲よりも、今回の地震は南側で発生したとみられるが、現時点では火山活動との関連は分からない。三宅島では昭和30年代や50年代など過去にも比較的規模の大きな地震が発生したが、噴火に至らなかったこともある。今後、震源の位置が三宅島に近づいたり震源の深さが浅くなったりするかどうかや、地殻変動が起きていないかなど観測を続ける必要がある」としている。